# Megabate
Megabate (in greco antico: Μεγαβάτης?, Megàbates, in persiano antico Baga-pāta "protetto dagli dei"; VI secolo a.C. – V secolo a.C.) è stato un generale persiano.

## Biografia
Nel 499 a.C. Megabate, figlio più giovane di Megabazo nonché cugino del Re dei Re Dario e del satrapo di Lidia Artaferne, fu nominato da questo Artaferne comandante della flotta allestita per aiutare il tiranno di Mileto Aristagora nell'assedio dell'isola di Nasso; in seguito però, avendo litigato con Aristagora, Megabate tradì i Persiani rivelandone i piani agli abitanti di Nasso, che grazie a lui riuscirono a difendersi con successo.
Secondo Erodoto una figlia di Megabate fu promessa in sposa allo spartano Pausania, ma Tucidide invece afferma che Pausania aveva chiesto in moglie la figlia del Re dei Re Serse, non di Megabate.
Risulta probabile che questo Megabate sia lo stesso satrapo della Frigia ellespontica citato da Tucidide; questo Megabate nel 477 a.C. fu sostituito da Artabazo per volere di Serse.